# Glipa oshimana
Glipa oshimana es una especie de coleóptero de la familia Mordellidae.

## Distribución geográfica
Habita en Taiwán.